# 北海道学生野球連盟
北海道学生野球連盟（ほっかいどうがくせいやきゅうれんめい、英語表記はHOKKAIDO UNIVERSITIES BASEBALL LEAGUE）は、北海道の石狩振興局に所在しない大学の硬式野球部で構成されたリーグである。

## 略史
1990年（平成2年）に、翌年から全日本大学野球選手権大会の出場枠が拡大する予定だったことから、北海道地区として将来的に代表校を増やすことを睨んで、それまで存在していた北海道地区大学野球連盟を再編。旧連盟内で石狩振興局以外に所在する加盟大学を対象に分割して発足した。
ただし、実際に全日本大学野球選手権大会の出場枠増加の承認が得られたのは1995年（平成7年）の大会からである。それまでの間は、同様に再編・分割されたもう一方の札幌学生野球連盟代表校との間で代表決定戦が実施された。

## 特徴
地元では1部リーグに限って北海道六大学野球リーグという通称で呼ばれて親しまれている。
寒冷地である条件により全国の他の連盟とは異なり、リーグ戦期間が春季が4月後半～5月後半、秋季が8月後半～9月後半のそれぞれ約1か月間に集中して行なわれる（他地域では通常春秋それぞれ約2か月間で行なわれている）。

## 沿革
- 1955年　全日本大学野球選手権大会の出場枠拡大に伴い、北部地区大学野球連盟から北海道地区大学野球連盟を分離。独立した出場枠を獲得。
- 1990年　当時4部制にまで拡大していた北海道地区大学野球連盟を将来的な出場枠拡大を睨み、札幌地区とそれ以外の地区で分割。北海道学生野球連盟が発足。両連盟間での代表決定戦が開始。
- 1995年　全日本大学野球選手権大会の単独出場権を獲得（秋季は北海道地区代表決定戦が存続）。
- 1996年　明治神宮野球大会の北海道東北地区代表決定戦の方式が変更。北海道地区代表決定戦を廃止し、連盟代表校が直接出場。
- 2003年　春の全日本大学野球選手権大会の50回記念の特別枠として、この年に限り北海道の2連盟代表の他に北海道から更に1校が出場。出場校は北海道地区2連盟のそれぞれの2位校同士による代表決定戦の勝者[1]。また秋の明治神宮野球大会の北海道東北地区代表決定戦には同年から北海道地区としての第3代表が出場。なお決定方法は先の場合と同じく両連盟の2位校同士による決定戦の勝者。
- 2009年　明治神宮野球大会の地区代表枠が同大会の40周年を機に東北地区と分離され北海道勢のみによる代表決定戦になる。

## チーム数の変遷
| 年・期     | 全チーム数 | 1部 | 2部 | 3部 | 備考 |
| ---------- | ---------- | --- | --- | --- | --- |
| 1990年秋季 | 12         | 6   | 6   | -   | 北海道学生野球連盟発足 |
| 1992年秋季 | 13         | 6   | 7   | -   | 拓殖大学北海道短期大学が加盟 |
| 1999年春季 | 14         | 6   | 8   | -   | 苫小牧駒澤大学が加盟 |
| 1999年秋季 | 14         | 6   | 4   | 4   | 3部リーグを新設 |
| 2002年春季 | 15         | 6   | 4   | 5   | 北海道大学水産学部が加盟 |
| 2002年秋季 | 15         | 6   | 5   | 4   | 2部が5チーム、3部が4チームに変更 |
| 2005年春季 | 14         | 6   | 8   | -   | 3部制を廃止し再び2部制に移行 道都大学紋別校が道都大学札幌校と統合し、脱退（現在は札幌学生野球連盟に所属） 北海学園北見大学が脱退 公立はこだて未来大学が加盟 |
| 2011年秋季 | 13         | 6   | 7   | -   | 東海大学旭川校が東海大学札幌校に統合し、脱退（現在は札幌学生野球連盟に所属）                                                                                |
| 2013年春季 | 12         | 6   | 6   | -   | 北海道大学水産学部が脱退 |
| 2018年春季 | 11         | 6   | 5   | -   | 拓殖大学北海道短期大学が脱退 |
| 2024年春季 | 9          | 6   | 3   | -   | 北海道教育大学函館校、公立はこだて未来大学が脱退 |
| 2025年春季 | 8          | 6   | 2   | -   | 北見工業大学が脱退 |

## 運営方法

### 構成
現在は加盟校数の関係から、前シーズンの成績を基にした各部6校構成を基準に1部・2部に分けたブロック運営を行なっている。

### 対戦方法
春季と秋季にそれぞれリーグ戦を実施。また各シーズン終了後に入れ替え戦を実施する。
1部
春秋共に2回戦総当たりによる勝率制。
- 連盟規定により、当該チームの全勝数を引き分け数を除いた全試合数で割った数値（勝率）が高いチームを上位とする。勝率が同じ場合は、優劣の決定が必要な場合に限り（優勝または入れ替え戦戦出場チームを決める場合）決定戦（プレイオフ）を行なう。但し、決定戦での成績はリーグ戦の諸成績には含めない。
- 2013年は春秋ともに延長戦でのタイブレーク方式（1アウト満塁から試合再開）が採用された。

2部
春秋共に1回戦総当たりによる勝率制。
- 1部同様連盟規定により、当該チームの全勝数を引き分け数を除いた全試合数で割った数値（勝率）が高いチームを上位とする。勝率が同じ場合は、優劣の決定が必要な場合に限り（2部の場合優勝決定戦のみ）決定戦（プレイオフ）を行なう。但し、決定戦での成績はリーグ戦の諸成績には含めない。但し、純粋な総当たり戦ではない、変則的な方法が利用される場合もある。
- かつて行われた方法
  - 所属8大学を4大学ずつ分け、予選リーグ（1回戦総当たり）を実施。
  - 予選リーグの上位2チームずつ4チームで、決勝リーグ（1回戦総当たり）を実施し1位から4位を決定。
  - 残る4チームで、順位決定戦を実施し5位から8位を決定。

日程
- 1部は原則として土日の2連戦×5週間の日程で、2部は1日で行われる。かつては5日間の集中日程で行われていた。
- おおむね、1部と2部は開催時期がずらされており、春季リーグは1部リーグ戦終了後に2部リーグ戦が開幕、秋季は2部リーグ戦終了後に1部リーグ戦が開幕される。

入れ替え戦
- 各部のリーグ戦の終了後に、1部リーグの最下位校と2部リーグの優勝校との間で対戦する。
- 対戦方法は2戦先勝方式。2日間日程で行われ、先に2勝したチームが来季の1部チームとなる（1勝1敗の場合は、2日目の第2戦終了後にダブルヘッダーで第3戦を行い決着を付ける）。

## 試合会場
1部は苫小牧とましんスタジアム、あいべつ球場、江差町民野球場、網走呼人球場、函館オーシャンスタジアム、旭川スタルヒン球場、苫小牧清水野球場を使用する。2部はあいべつ球場を使用する。3部はぴっぷ野球場を使用していた。

## 加盟大学
※ 2024年秋季リーグ戦終了現在の順位順

### 現在所属しているチーム
1部
- 函館大学
- 東京農業大学北海道オホーツク（旧：東京農業大学生物産業学部）
- 旭川市立大学（旧：旭川大学）
- 北洋大学（旧：苫小牧駒澤大学、2025年限りで休部予定）
- 釧路公立大学
- 北海道教育大学旭川校（旧：北海道教育大学旭川分校）

2部
- 室蘭工業大学
- 帯広畜産大学

### かつて所属していたチーム
- 道都大学紋別校（大学の札幌キャンパス集約に伴い2004年秋季をもって脱退。チームは道都大学札幌校と統合され札幌学生野球連盟に所属。旧：道都大学、現︰星槎道都大学）
- 北海学園北見大学（現：北海商科大学、2004年秋季をもって脱退）
- 東海大学旭川校舎（旧：北海道東海大学、大学のキャンパス移転に伴い2011年春季をもって脱退。なお2011年春季より東海大学札幌校が札幌学生野球連盟のリーグ戦に加盟しており2011年秋季より統合。現︰東海大学札幌キャンパス）
- 北海道大学水産学部（2012年秋季をもって脱退、現在は札幌学生野球連盟の北海道大学に一本化）
- 拓殖大学北海道短期大学（2011年・2014年・2016年秋季は不参加。2017年秋季を不参加後そのまま脱退）
- 北海道教育大学函館校（旧：北海道教育大学函館分校、2023年春季・秋季は不参加。2023年秋季リーグ戦終了後退会届を提出し脱退）
- 公立はこだて未来大学（2015年秋季及び2022年春季以降不参加、2023年限りで脱退）
- 北見工業大学（2013年・2014年・2022年春季は不参加、2024年限りで脱退）

## 北海道学生野球連盟リーグ戦 (結果)・全国大会 (成績)

### 北海道学生野球連盟リーグ戦

#### 結果
- 1976秋〜1990春：北海道地区大学野球連盟時代も含む。
- ◇：全日本大学野球選手権大会出場権獲得。
- ◎：明治神宮野球大会出場権獲得。
- ○：入れ替え戦の勝者。
- ●：入れ替え戦の敗者。
- （注1）：翌シーズンからの2部リーグ創設に伴い、最下位の帯広畜産大学が2部へ降格。
- （注2）：1部リーグ開幕前に2部リーグを開催、優勝の北海道教育大学旭川分校が同季の1部リーグに昇格。
- （注3）：1部リーグ開幕前に2部リーグを開催、優勝の札幌商科大学が同季の1部リーグに昇格。
- （注4）：1部リーグ開幕前に2部リーグを開催、優勝の旭川大学が同季の1部リーグに昇格。
- （注5）：来季よりリーグ運営を変更（これまで2部が先開催だったものを1部を先開催に変更）するため1部最下位の札幌商科大学は残留。
- （注6）：入れ替え戦終了後、北海道東海大学と北海学園大学が一年間の出場停止を受けて降格が決定（1年後3部まで降格）。2部からの補充は行わず来季は4チームでリーグを開催。
- （注7）：チーム数の増加（4→5）のため入れ替え戦はなし、2部優勝の北海道工業大学が1部へ自動昇格。
- （注8）：チーム数の維持（6チーム）のため入れ替え戦はなし、3部優勝の北海道教育大学旭川分校が2部へ自動昇格。
- （注9）：チーム数の増加（5→6）のため入れ替え戦はなし、2部優勝の札幌学院大学が1部へ自動昇格。
- （注10）：チーム数の維持（6チーム）のため入れ替え戦はなし、3部優勝の専修大学北海道短期大学が2部へ自動昇格。
- （注11）：来季より新たなリーグを創設するため順位決定戦を行わず両校優勝。
- （注12）：翌シーズンからの3部リーグ創設に伴い、最下位の帯広畜産大学・7位の北見工業大学・6位の拓殖大学北海道短期大学・5位の室蘭工業大学の計4チームが3部へ降格した。
- （注13）：翌シーズンからの参加チーム増加に伴い、2部から3部への降格なし、3部優勝の北見工業大学が自動昇格した。
- （注14）：道都大学紋別校が今シーズン限りで脱退に伴い、1部から2部への降格なし、2部優勝の北海道教育大学函館校が自動昇格した。
- （注15）：翌シーズンより3部リーグ廃止により降格なし[3]、3部の3チーム釧路公立大学・拓殖大学北海道短期大学・北海道大学水産学部が2部に昇格。
- （注16）：東海大学旭川校舎が今シーズン限りで脱退に伴い、1部から2部への降格なし、2部優勝の釧路公立大学が自動昇格した。
- （注17）：公立はこだて未来大学と同率首位で並んでいたが、公立はこだて未来大学が優勝決定戦出場を辞退したため釧路公立大学が優勝。
- （注18）：2部は釧路公立大学以外の大学がリーグ戦出場を辞退したため、全試合不戦勝の釧路公立大学が2部優勝で入れ替え戦出場となった。
- （注19）：北海道教育大学函館校と北海道教育大学旭川校が新型コロナウイルス感染症感染拡大のため課外活動を制限した影響によりリーグ戦途中で出場辞退。辞退分は不戦敗扱いとなりそれまでの成績を含めて両チーム最下位。北海道教育大学函館校と北海道教育大学旭川校の他に旭川大学と2部大学もリーグ戦途中で出場辞退したため、入れ替え戦は行われない。
- （注20）：旭川大学・北海道教育大学函館校・北海道教育大学旭川校が新型コロナウイルス感染症感染拡大のためリーグ戦出場辞退。辞退分は辞退チーム同士の試合は引き分け、出場チームとの試合は不戦敗扱いとなり3チームとも最下位。また2部リーグは開催を中止したため入れ替え戦は行われない。
- （注21）：帯広畜産大学、室蘭工業大学、釧路公立大学の3チームによるプレーオフの結果。
- （注22）：室蘭工業大学、釧路公立大学、北海道教育大学函館校の3チームによるプレーオフの結果。

| 北海道地区大学野球連盟 | 北海道地区大学野球連盟                       | 北海道地区大学野球連盟                                                     | 北海道地区大学野球連盟                       | 北海道地区大学野球連盟                       | 北海道地区大学野球連盟                              | 北海道地区大学野球連盟                       | 北海道地区大学野球連盟                       |
| 開催年                 | 1部優勝                                      | 1部・2部入れ替え戦                                                         | 1部・2部入れ替え戦                           | 2部・3部入れ替え戦                           | 2部・3部入れ替え戦                                  | 3部・4部入れ替え戦                           | 3部・4部入れ替え戦                           |
| 開催年                 | 1部優勝                                      | 1部最下位                                                                  | 2部優勝                                      | 2部最下位                                    | 3部優勝                                             | 3部最下位                                    | 4部優勝                                      |
| ---------------------- | -------------------------------------------- | -------------------------------------------------------------------------- | -------------------------------------------- | -------------------------------------------- | --------------------------------------------------- | -------------------------------------------- | -------------------------------------------- |
| 1976秋                 | 北海学園大学◎                                | 帯広畜産大学（注1）                                                        |                                              |                                              |                                                     |                                              |                                              |
| 1977春                 | 札幌大学◇                                    | 北海道教育大学旭川分校                                                     | 北海道教育大学旭川分校（注2）                |                                              |                                                     |                                              |                                              |
| 1977秋                 | 札幌大学◎                                    | 旭川大学                                                                   | 札幌商科大学（注3）                          |                                              |                                                     |                                              |                                              |
| 1978春                 | 函館大学◇                                    | 札幌商科大学（注5）                                                        | 旭川大学（注4）                              | -                                            | -                                                   |                                              |                                              |
| 1978秋                 | 札幌大学◎                                    | 札幌商科大学○                                                              | 北海度教育大学旭川分校●                      | 北海道工業大学○                              | 小樽商科大学●                                       |                                              |                                              |
| 1979春                 | 北海学園大学◇                                | 札幌商科大学●                                                              | 北海道教育大学旭川分校○                      | 室蘭工業大学○                                | 小樽商科大学●                                       |                                              |                                              |
| 1979秋                 | 札幌大学                                     | 旭川大学●                                                                  | 道都大学○                                    | 酪農学園大学●                                | 北海学園北見大学○                                   |                                              |                                              |
| 1980春                 | 北海学園大学◇                                | 道都大学○                                                                  | 旭川大学●                                    | 室蘭工業大学●                                | 小樽商科大学○                                       |                                              |                                              |
| 1980秋                 | 札幌大学◎                                    | 北海道教育大学旭川分校○                                                    | 北海道教育大学札幌分校●                      | 小樽商科大学●                                | 専修大学北海道短期大学○                             |                                              |                                              |
| 1981春                 | 北海学園大学◇                                | 北海道教育大学旭川分校●                                                    | 旭川大学○                                    | 札幌商科大学●                                | 北見工業大学○                                       |                                              |                                              |
| 1981秋                 | 札幌大学                                     | 旭川大学●                                                                  | 北海道教育大学札幌分校○                      | 北見工業大学●                                | 小樽商科大学○                                       | 北海道教育大学岩見沢分校○                    | 東海大学札幌教養部●                          |
| 1982春                 | 北海学園大学◇                                | 北海道教育大学札幌分校○                                                    | 北海道工業大学●                              | 専修大学北海道短期大学●                      | 札幌商科大学○                                       | 北海道教育大学岩見沢分校●                    | 帯広畜産大学○                                |
| 1982秋                 | 北海学園大学◎                                | 北海道教育大学札幌分校○                                                    | 北海学園北見大学●                            | 小樽商科大学●                                | 専修大学北海道短期大学○                             | 室蘭工業大学○                                | 東海大学札幌教養部●                          |
| 1983春                 | 北海道大学◇                                  | 北海道教育大学札幌分校○                                                    | 旭川大学●                                    | 北海学園北見大学○                            | 小樽商科大学●                                       | 帯広畜産大学●                                | 北海道教育大学函館分校○                      |
| 1983秋                 | 北海学園大学                                 | 北海道教育大学札幌分校●                                                    | 旭川大学○                                    | 専修大学北海道短期大学○                      | 小樽商科大学●                                       | 酪農学園大学○                                | 帯広畜産大学●                                |
| 1984春                 | 道都大学◇                                    | 旭川大学●                                                                  | 北海道教育大学札幌分校○                      | 北海道工業大学●                              | 北海道教育大学函館分校○                             | 北星学園大学●                                | 北海道東海大学○                              |
| 1984秋                 | 札幌大学◎                                    | 北海道大学○                                                                | 北海学園北見大学●                            | 専修大学北海道短期大学●                      | 北海道東海大学○                                     | 北星学園大学●                                | 帯広畜産大学○                                |
| 1985春                 | 北海学園大学◇                                | 北海道教育大学札幌分校○                                                    | 北海学園北見大学●                            | 北海道教育大学旭川分校●                      | 小樽商科大学○                                       | 室蘭工業大学●                                | 北星学園大学○                                |
| 1985秋                 | 札幌大学                                     | 函館大学●                                                                  | 北海道東海大学○                              | 北海学園北見大学○                            | 北海道工業大学●                                     | 帯広畜産大学○                                | 室蘭工業大学●                                |
| 1986春                 | 北海道東海大学◇                              | 道都大学○                                                                  | 函館大学●                                    | 北海学園北見大学●                            | 北海道工業大学○                                     | 酪農学園大学○                                | 東海大学札幌教養部●                          |
| 1986秋                 | 札幌大学◎                                    | 北海道大学○（注6）                                                         | 札幌学院大学●（注6）                         | 北海道工業大学○                              | 北海道教育大学旭川分校●                             | 帯広畜産大学○                                | 北見工業大学●                                |
| 1987春                 | 札幌大学◇                                    | 北海道大学（注7）                                                          | 北海道工業大学（注7）                        | 北海道教育大学函館分校（注8）                | 北海道教育大学旭川分校（注8）                       | 酪農学園大学○                                | 北海道教育大学岩見沢分校●                    |
| 1987秋                 | 北海道工業大学                               | 北海道教育大学札幌分校（注9）                                              | 札幌学院大学（注9）                          | 北海道教育大学函館分校（注10）               | 専修大学北海道短期大学（注10）                      | 帯広畜産大学○                                | 室蘭工業大学●                                |
| 1988春                 | 道都大学◇                                    | 北海道教育大学札幌分校●                                                    | 函館大学○                                    | 北海道教育大学函館分校●                      | 北海道東海大学○                                     | 帯広畜産大学●                                | 北海道教育大学岩見沢分校○                    |
| 1988秋                 | 函館大学                                     | 北海道工業大学●                                                            | 北海道東海大学○                              | 専修大学北海道短期大学●                      | 北海学園大学○                                       | 酪農学園大学○                                | 室蘭工業大学●                                |
| 1989春                 | 札幌大学◇                                    | 北海道大学●                                                                | 北海道工業大学○                              | 北海道教育大学旭川分校●                      | 北海道教育大学岩見沢分校○                           | 酪農学園大学●                                | 東日本学園大学○                              |
| 1989秋                 | 北海道東海大学                               | 札幌学院大学●                                                              | 北海学園大学○                                | 小樽商科大学○                                | 北海学園北見大学●                                   | 北海道教育大学函館分校●                      | 帯広畜産大学○                                |
| 1990春                 | 北海道東海大学◇                              | 北海道工業大学                                                             | 北海道大学（注11） 札幌学院大学（注11）      | 小樽商科大学                                 | 北海道教育大学旭川分校（注11） 北星学園大学（注11） | 専修大学北海道短期大学                       | 東京農業大学生物産業学部                     |
| 北海道学生野球連盟     |                                              |                                                                            |                                              |                                              |                                                     |                                              |                                              |
| 開催年                 | 1部優勝                                      | 1部・2部入れ替え戦                                                         | 1部・2部入れ替え戦                           | 2部・3部入れ替え戦                           | 2部・3部入れ替え戦                                  |                                              |                                              |
| 開催年                 | 1部優勝                                      | 1部最下位                                                                  | 2部優勝                                      | 2部最下位                                    | 3部優勝                                             |                                              |                                              |
| 1990秋                 | 北海道東海大学                               | 北海学園北見大学●                                                          | 室蘭工業大学○                                |                                              |                                                     |                                              |                                              |
| 1991春                 | 道都大学                                     | 室蘭工業大学●                                                              | 東京農業大学生物生産学部○                    |                                              |                                                     |                                              |                                              |
| 1991秋                 | 北海道東海大学                               | 函館大学○                                                                  | 北海学園北見大学●                            |                                              |                                                     |                                              |                                              |
| 1992春                 | 函館大学                                     | 北海道教育大学旭川分校○                                                    | 北海道教育大学函館分校●                      |                                              |                                                     |                                              |                                              |
| 1992秋                 | 旭川大学                                     | 函館大学○                                                                  | 釧路公立大学●                                |                                              |                                                     |                                              |                                              |
| 1993春                 | 旭川大学                                     | 北海道教育大学旭川分校○                                                    | 北海学園北見大学●                            |                                              |                                                     |                                              |                                              |
| 1993秋                 | 道都大学                                     | 東京農業大学生物生産学部○                                                  | 北海学園北見大学●                            |                                              |                                                     |                                              |                                              |
| 1994春                 | 道都大学◇                                    | 北海道教育大学旭川分校○                                                    | 室蘭工業大学●                                |                                              |                                                     |                                              |                                              |
| 1994秋                 | 東京農業大学生物生産学部                     | 北海道教育大学旭川分校○                                                    | 室蘭工業大学●                                |                                              |                                                     |                                              |                                              |
| 1995春                 | 東京農業大学生物生産学部◇                    | 北海道東海大学○                                                            | 北海学園北見大学●                            |                                              |                                                     |                                              |                                              |
| 1995秋                 | 東京農業大学生物生産学部                     | 北海道教育大学旭川分校●                                                    | 北海学園北見大学○                            |                                              |                                                     |                                              |                                              |
| 1996春                 | 東京農業大学生物生産学部◇                    | 北海学園北見大学●                                                          | 北海道教育大学旭川校○                        |                                              |                                                     |                                              |                                              |
| 1996秋                 | 道都大学                                     | 北海道教育大学旭川校○                                                      | 北海学園北見大学●                            |                                              |                                                     |                                              |                                              |
| 1997春                 | 東京農業大学生物生産学部◇                    | 北海道教育大学旭川校○                                                      | 北海学園北見大学●                            |                                              |                                                     |                                              |                                              |
| 1997秋                 | 旭川大学                                     | 函館大学○                                                                  | 北海学園北見大学●                            |                                              |                                                     |                                              |                                              |
| 1998春                 | 東京農業大学生物生産学部◇                    | 函館大学○                                                                  | 北海学園北見大学●                            |                                              |                                                     |                                              |                                              |
| 1998秋                 | 東京農業大学生物生産学部                     | 北海道教育大学旭川校○                                                      | 北海学園北見大学●                            |                                              |                                                     |                                              |                                              |
| 1999春                 | 東京農業大学生物生産学部◇                    | 北海道教育大学旭川校●                                                      | 苫小牧駒澤大学○                              | 帯広畜産大学（注12）                         | -                                                   |                                              |                                              |
| 1999秋                 | 北海道東海大学                               | 函館大学○                                                                  | 北海道教育大学旭川校●                        | 北海道教育大学函館校○                        | 帯広畜産大学●                                       |                                              |                                              |
| 2000春                 | 東京農業大学生物生産学部◇                    | 函館大学○                                                                  | 北海道教育大学旭川校●                        | 北海学園北見大学○                            | 帯広畜産大学●                                       |                                              |                                              |
| 2000秋                 | 北海道東海大学                               | 函館大学○                                                                  | 北海道教育大学旭川校●                        | 北海学園北見大学○                            | 帯広畜産大学●                                       |                                              |                                              |
| 2001春                 | 東京農業大学生物生産学部◇                    | 函館大学○                                                                  | 北海道教育大学旭川校●                        | 北海道教育大学函館校●                        | 帯広畜産大学○                                       |                                              |                                              |
| 2001秋                 | 東京農業大学生物生産学部                     | 函館大学○                                                                  | 北海道教育大学旭川校●                        | 釧路公立大学●                                | 北海道教育大学函館校○                               |                                              |                                              |
| 2002春                 | 東京農業大学生物生産学部◇                    | 函館大学○                                                                  | 北海道教育大学旭川校●                        | 北海学園北見大学（注13）                     | 北見工業大学（注13）                                |                                              |                                              |
| 2002秋                 | 北海道東海大学                               | 函館大学○                                                                  | 北海道教育大学函館校●                        | 北見工業大学○                                | 室蘭工業大学●                                       |                                              |                                              |
| 2003春                 | 旭川大学◇                                    | 函館大学○                                                                  | 北海道教育大学函館校●                        | 北海学園北見大学○                            | 釧路公立大学●                                       |                                              |                                              |
| 2003秋                 | 東京農業大学生物生産学部                     | 函館大学○                                                                  | 北海道教育大学旭川校●                        | 北海学園北見大学●                            | 室蘭工業大学○                                       |                                              |                                              |
| 2004春                 | 旭川大学◇                                    | 道都大学紋別校○                                                            | 北海道教育大学函館校●                        | 北見工業大学○                                | 釧路公立大学●                                       |                                              |                                              |
| 2004秋                 | 東京農業大学生物生産学部                     | 北海道東海大学（注14）                                                     | 北海道教育大学函館校（注14）                 | 室蘭工業大学（注15）                         | 釧路公立大学（注15）                                |                                              |                                              |
| 2005春                 | 東京農業大学生物生産学部◇                    | 北海道教育大学函館校○                                                      | 北海道教育大学旭川校●                        |                                              |                                                     |                                              |                                              |
| 2005秋                 | 東京農業大学生物生産学部                     | 北海道教育大学函館校○                                                      | 北海道教育大学旭川校●                        |                                              |                                                     |                                              |                                              |
| 2006春                 | 東京農業大学生物生産学部◇                    | 北海道教育大学函館校●                                                      | 北海道教育大学旭川校○                        |                                              |                                                     |                                              |                                              |
| 2006秋                 | 東京農業大学生物生産学部                     | 北海道教育大学旭川校○                                                      | 北海道教育大学函館校●                        |                                              |                                                     |                                              |                                              |
| 2007春                 | 旭川大学◇                                    | 北海道教育大学旭川校●                                                      | 北海道教育大学函館校○                        |                                              |                                                     |                                              |                                              |
| 2007秋                 | 北海道東海大学                               | 北海道教育大学函館校○                                                      | 釧路公立大学●                                |                                              |                                                     |                                              |                                              |
| 2008春                 | 函館大学◇                                    | 北海道教育大学函館校○                                                      | 釧路公立大学●                                |                                              |                                                     |                                              |                                              |
| 2008秋                 | 函館大学                                     | 北海道教育大学函館校○                                                      | 室蘭工業大学●                                |                                              |                                                     |                                              |                                              |
| 2009春                 | 東海大学北海道キャンパス◇                    | 北海道教育大学函館校○                                                      | 北海道教育大学旭川校●                        |                                              |                                                     |                                              |                                              |
| 2009秋                 | 函館大学◎                                    | 北海道教育大学函館校○                                                      | 北海道教育大学旭川校●                        |                                              |                                                     |                                              |                                              |
| 2010春                 | 函館大学◇                                    | 北海道教育大学函館校○                                                      | 北海道教育大学旭川校●                        |                                              |                                                     |                                              |                                              |
| 2010秋                 | 東京農業大学生物生産学部◎                    | 北海道教育大学函館校○                                                      | 北海道教育大学旭川校●                        |                                              |                                                     |                                              |                                              |
| 2011春                 | 東京農業大学生物生産学部◇                    | 北海道教育大学函館校（注16）                                               | 釧路公立大学（注16）                         |                                              |                                                     |                                              |                                              |
| 2011秋                 | 函館大学◎                                    | 釧路公立大学○                                                              | 帯広畜産大学●                                |                                              |                                                     |                                              |                                              |
| 2012春                 | 旭川大学◇                                    | 北海道教育大学函館校○                                                      | 北海道教育大学旭川校●                        |                                              |                                                     |                                              |                                              |
| 2012秋                 | 東京農業大学北海道オホーツク                 | 釧路公立大学●                                                              | 北海道教育大学旭川校○                        |                                              |                                                     |                                              |                                              |
| 2013春                 | 東京農業大学北海道オホーツク◇                | 北海道教育大学旭川校●                                                      | 釧路公立大学○                                |                                              |                                                     |                                              |                                              |
| 2013秋                 | 東京農業大学北海道オホーツク                 | 北海道教育大学函館校○                                                      | 北海道教育大学旭川校●                        |                                              |                                                     |                                              |                                              |
| 2014春                 | 苫小牧駒澤大学◇                              | 釧路公立大学○                                                              | 北海道教育大学旭川校●                        |                                              |                                                     |                                              |                                              |
| 2014秋                 | 東京農業大学北海道オホーツク◎                | 北海道教育大学函館校○                                                      | 北海道教育大学旭川校●                        |                                              |                                                     |                                              |                                              |
| 2015春                 | 東京農業大学北海道オホーツク◇                | 北海道教育大学函館校●                                                      | 北海道教育大学旭川校○                        |                                              |                                                     |                                              |                                              |
| 2015秋                 | 東京農業大学北海道オホーツク                 | 北海道教育大学旭川校●                                                      | 北海道教育大学函館校○                        |                                              |                                                     |                                              |                                              |
| 2016春                 | 東京農業大学北海道オホーツク◇                | 釧路公立大学●                                                              | 北海道教育大学旭川校○                        |                                              |                                                     |                                              |                                              |
| 2016秋                 | 旭川大学                                     | 北海道教育大学函館校○                                                      | 釧路公立大学●                                |                                              |                                                     |                                              |                                              |
| 2017春                 | 東京農業大学北海道オホーツク◇                | 北海道教育大学函館校○                                                      | 釧路公立大学●                                |                                              |                                                     |                                              |                                              |
| 2017秋                 | 函館大学                                     | 北海道教育大学函館校○                                                      | 釧路公立大学（注17）●                        |                                              |                                                     |                                              |                                              |
| 2018春                 | 苫小牧駒澤大学◇                              | 北海道教育大学函館校○                                                      | 釧路公立大学●                                |                                              |                                                     |                                              |                                              |
| 2018秋                 | 函館大学◎                                    | 北海道教育大学函館校○                                                      | 釧路公立大学●                                |                                              |                                                     |                                              |                                              |
| 2019春                 | 東京農業大学北海道オホーツク◇                | 北海道教育大学旭川校〇                                                     | 釧路公立大学●                                |                                              |                                                     |                                              |                                              |
| 2019秋                 | 東京農業大学北海道オホーツク                 | 北海道教育大学函館校〇                                                     | 釧路公立大学●                                |                                              |                                                     |                                              |                                              |
| 2020春                 | 新型コロナウイルス感染症の影響により開催中止 | 新型コロナウイルス感染症の影響により開催中止                               | 新型コロナウイルス感染症の影響により開催中止 | 新型コロナウイルス感染症の影響により開催中止 | 新型コロナウイルス感染症の影響により開催中止        | 新型コロナウイルス感染症の影響により開催中止 | 新型コロナウイルス感染症の影響により開催中止 |
| 2020秋                 | 苫小牧駒澤大学                               | 北海道教育大学函館校〇                                                     | 釧路公立大学（注18）●                        |                                              |                                                     |                                              |                                              |
| 2021春                 | 東京農業大学北海道オホーツク◇                | 北海道教育大学函館校（注19） 北海道教育大学旭川校（注19）                  | 中止（注19）                                 |                                              |                                                     |                                              |                                              |
| 2021秋                 | 東京農業大学北海道オホーツク◎                | 旭川大学（注20） 北海道教育大学函館校（注20） 北海道教育大学旭川校（注20） | 中止（注20）                                 |                                              |                                                     |                                              |                                              |
| 2022春                 | 東京農業大学北海道オホーツク◇                | 北海道教育大学函館校●                                                      | 帯広畜産大学〇（注21）                       |                                              |                                                     |                                              |                                              |
| 2022秋                 | 東京農業大学北海道オホーツク◎                | 帯広畜産大学●                                                              | 室蘭工業大学〇（注22）                       |                                              |                                                     |                                              |                                              |
| 2023春                 | 東京農業大学北海道オホーツク◇                | 室蘭工業大学〇                                                             | 釧路公立大学●                                |                                              |                                                     |                                              |                                              |
| 2023秋                 | 東京農業大学北海道オホーツク◎                | 室蘭工業大学〇                                                             | 帯広畜産大学●                                |                                              |                                                     |                                              |                                              |
| 2024春                 | 東京農業大学北海道オホーツク◇                | 室蘭工業大学●                                                              | 釧路公立大学〇                               |                                              |                                                     |                                              |                                              |
| 2024秋                 | 函館大学                                     | 北海道教育大学旭川校〇                                                     | 室蘭工業大学●                                |                                              |                                                     |                                              |                                              |
| 2025春                 | 東京農業大学北海道オホーツク◇                | 北海道教育大学旭川校〇                                                     | 室蘭工業大学●                                |                                              |                                                     |                                              |                                              |
| 2025秋                 |                                              |                                                                            |                                              |                                              |                                                     |                                              |                                              |

#### リーグ優勝
- 終了時点：2025年春季リーグ（北海道地区大学野球連盟時代も含む）。
- （注1）：北海道地区大学野球連盟時代のリーグ戦2回優勝を含む。
- （注2）：北海道地区大学野球連盟時代のリーグ戦3回優勝を含む。
- （注3）：北海道地区大学野球連盟時代のリーグ戦2回優勝を含む。

| 1部リーグ                                         | 1部リーグ                               |
| 優勝                                              | 大学                                    |
| ------------------------------------------------- | --------------------------------------- |
| 38回                                              | 東京農業大学北海道オホーツク            |
| 11回                                              | 函館大学                                |
| 10回                                              | 東海大学北海道キャンパス（注2）         |
| 8回                                               | 旭川大学                                |
| 6回                                               | 道都大学（注3）                         |
| 3回                                               | 北洋大学                                |
| 2部リーグ                                         |                                         |
| 優勝                                              | 大学                                    |
| 22回                                              | 北海道教育大学旭川校                    |
| 14回                                              | 釧路公立大学                            |
| 10回                                              | 北海学園北見大学                        |
| 8回                                               | 北海道教育大学函館校                    |
| 7回                                               | 室蘭工業大学                            |
| 3回                                               | 帯広畜産大学                            |
| 1回                                               | 東京農業大学生物産業学部 苫小牧駒澤大学 |
| 3部リーグ（2004年秋季リーグ終了後廃止までの成績） |                                         |
| 優勝                                              | 大学                                    |
| 4回                                               | 帯広畜産大学                            |
| 3回                                               | 釧路公立大学                            |
| 2回                                               | 室蘭工業大学                            |
| 1回                                               | 北海道教育大学函館校 北見工業大学       |

### 全国大会

#### 成績
- 太字：その項目の最高記録（北海道地区大学野球連盟時代も含む）。
- （注1）：北海道地区大学野球連盟時代の1回出場を含む。
- （注2）：北海道地区大学野球連盟（北海道東海大学）時代の2回出場（現在は札幌学生野球連盟に所属）を含む。
- （注3）：北海道地区大学野球連盟（道都大学）時代の2回出場（現在は札幌学生野球連盟に所属）を含む。

| 大学                                                          | 合計                  | 全日本大学野球選手権大会     | 明治神宮野球大会     |
| ------------------------------------------------------------- | --------------------- | ---------------------------- | -------------------- |
| 東京農業大学北海道オホーツク （旧：東京農業大学生物産業学部） | 出場：26回 最高：4強  | 出場：21回 最高：4強         | 出場：5回 最高：4強  |
| 函館大学                                                      | 出場：6回 最高：2回戦 | 出場：3回（注1） 最高：2回戦 | 出場：3回 最高：初戦 |
| 旭川大学 （現：旭川市立大学）                                 | 出場：5回 最高：初戦  | 出場：4回 最高：初戦         | 出場：1回 最高：初戦 |
| 東海大学北海道キャンパス （旧：北海道東海大学）               | 出場：4回 最高：8強   | 出場：4回（注2） 最高：8強   | 出場：0回 最高：なし |
| 道都大学 （現：星槎道都大学）                                 | 出場：3回 最高：初戦  | 出場：3回（注3） 最高：初戦  | 出場：0回 最高：なし |
| 苫小牧駒澤大学 （現：北洋大学）                               | 出場：2回 最高：2回戦 | 出場：2回 最高：2回戦        | 出場：0回 最高：なし |